# Axel Lund (arkitekt)
Axel Verner Lund, född 5 september 1919 i Göteborg, död 5 januari 1997 i Uppåkra församling, Skåne län, var en svensk arkitekt.
Lund, som var son till direktör Viggo Lund och Kristine Svare, avlade studentexamen 1939 och utexaminerades från Chalmers tekniska högskola 1949. Han var anställd på olika arkitektkontor 1947–1950, blev arkitekt på stadsplanekontoret i Göteborg 1951, chef för dess generalplaneavdelning 1957 och var generalplanechef i Göteborgs stad från 1962. Han var assistent i frihandsteckning vid Chalmers tekniska högskola 1956–1957.